# Deep Freeze (film)
Pour les articles homonymes, voir Deep Freeze.
Pour plus de détails, voir Fiche technique et Distribution.
Deep Freeze ou Péril de glace est un film d'horreur américain réalisé par John Carl Buechler, sorti en 2003. 
Le film met en scène une équipe de scientifiques attaquée par un mystérieux tueur en Antarctique.

## Fiche technique
- Titre original : Deep Freeze
- Titre français : Deep Freeze
- Réalisation : John Carl Buechler
- Scénario : Robert Boris (en), Dennis A. Pratt et Matthew Jason Walsh
- Musique : Ken Williams
- Photographie : Tom Calloway
- Montage : JJ Jackson
- Société de production : Regent Productions
- Société de distribution : Regent Worldwide Sales
- Production : John Carl Buechler et James R. Rosenthal (en)
- Genre : Horreur
- Pays :  États-Unis
- Durée : 80 minutes
- Sortie : États-Unis : 22 juillet 2003

## Distribution
- Götz Otto : Nelson
- Robert Axelrod (en) : Lenny
- Norman Cole : Munson
- Rebekah Ryan (en) : Kate
- Allen Lee Haff : Curtis
- Alexandra Kamp : Dr Monica Kelsey
- Karen Nieci : Arianna
- Howard Holcomb : Tom
- David Millbern : Ted Jacobson
- David Lenneman : Update
- Billy Maddox : Clyde
- Tunde Babalola : Shockley